# Orchomene crenata
Orchomene crenata är en kräftdjursart som först beskrevs av Édouard Chevreux och Fage 1925.  Orchomene crenata ingår i släktet Orchomene och familjen Lysianassidae. Inga underarter finns listade i Catalogue of Life.